# Basiothia charis
Basiothia charis är en fjärilsart som beskrevs av Jean Baptiste Boisduval 1847. Basiothia charis ingår i släktet Basiothia och familjen svärmare. Inga underarter finns listade i Catalogue of Life.